# Vincenzo Rodia
Vincenzo Rodia (Latiano, 20 gennaio 1966) è un allenatore di calcio ed ex calciatore italiano, di ruolo difensore, vice allenatore del Fabriano Cerreto.

## Carriera

### Giocatore
Difensore centrale con compiti di marcatura, è cresciuto nel Brindisi, con cui esordisce in prima squadra nel campionato di Serie C2 1982-1983, disputando 4 partite. Nelle stagioni successive si guadagna maggiore spazio, contribuendo con 16 presenze alla promozione dei pugliesi in Serie C1 nel 1985, e disputando due annate da titolare in terza serie.
Nel 1987 viene ingaggiato dall'Ascoli, militante in Serie A. Debutta nella massima divisione l'11 ottobre 1987 nella vittoria interna sull'Empoli, e rimane nelle marche per tre anni fra il 1987 e il 1990, totalizzando 53 presenze complessive, spesso impiegato come rincalzo.
Nel novembre del 1990, dopo la retrocessione dei marchigiani in serie B, passa alla Salernitana, ma anche questa stagione si conclude con la retrocessione. Rimasto a Salerno all'inizio dell'annata successiva, nel gennaio 1992 si trasferisce alla Ternana, con cui centra la promozione fra i cadetti disputando 12 partite in mezza stagione. Non segue i rossoverdi nella serie cadetta, passando al Benevento con cui ottiene la promozione in Serie C2 nella stagione 1993-1994, e dove conclude la carriera da professionista l'anno successivo.

### Allenatore
Nella stagione 2011-2012 affianca Francesco Monaco come vice allenatore sulla panchina del Piacenza.
Nel giugno 2014 fa ritorno a Piacenza, sempre nello staff di Monaco come allenatore in seconda.

## Palmarès

### Giocatore

#### Competizioni nazionali
- Serie C1: 1

Ternana: 1991-1992
- Serie C2: 1

Brindisi: 1984-1985